# Philippsheim
Philippsheim in der Eifel ist eine Ortsgemeinde im Eifelkreis Bitburg-Prüm in Rheinland-Pfalz. Sie gehört der Verbandsgemeinde Speicher an.

## Geographische Lage
Der Ort liegt in geschützter Tallage an der Mündung des Aulbaches in die Kyll.
Orte im Umkreis von 6 km sind Speicher, Gondorf, Beilingen, Dudeldorf, Preist, Hüttingen an der Kyll, Röhl, Dahlem, Pickließem, Herforst, Metterich, Spangdahlem, Trimport, Badem, Auw an der Kyll, Hosten, Sülm und Binsfeld.

## Geschichte
Bereits in fränkischer Zeit besiedelt, wurde das erste Haus erst 1721 erbaut, der Ort selbst 1772 gegründet. Die ältere Geschichte des Gebietes dokumentieren jedoch die Ruine Pfalzkyll, die auf römischen Grundmauern steht, und ein Hofgut gleichen Namens. Für eine frühe Besiedelung des Gebietes um den heutigen Ort spricht zudem der Fund von römischen Gräbern östlich des Ortes.
Bevölkerungsentwicklung
Die Entwicklung der Einwohnerzahl von Philippsheim, die Werte von 1871 bis 1987 beruhen auf Volkszählungen:
| Jahr | Einwohner |
| ---- | --------- |
| 1815 | 58        |
| 1835 | 89        |
| 1871 | 98        |
| 1905 | 145       |
| 1939 | 129       |
| 1950 | 156       |
| 1961 | 145       |

| Jahr | Einwohner |
| ---- | --------- |
| 1970 | 137       |
| 1987 | 106       |
| 1997 | 116       |
| 2005 | 120       |
| 2011 | 104       |
| 2017 | 90        |
| 2023 | 93        |

## Politik

### Gemeinderat
Der Gemeinderat in Philippsheim besteht aus sechs Ratsmitgliedern, die bei den Kommunalwahlen am 9. Juni 2024 in einer Mehrheitswahl gewählt wurden, und dem ehrenamtlichen Ortsbürgermeister als Vorsitzendem.

### Bürgermeister
Frank Hau wurde am 17. September 2024 Ortsbürgermeister von Hosten. Da für die Direktwahl am 9. Juni 2024 kein Wahlvorschlag eingereicht wurde, oblag die Neuwahl des Bürgermeisters gemäß rheinland-pfälzischer Gemeindeordnung dem Rat. Dieser entschied sich auf seiner konstituierenden Sitzung für Frank Hau.
Haus Vorgänger Stefan Ibisch hatte das Amt am 2. März 2021 übernommen, nachdem er bereits zuvor als Erster Beigeordneter die Amtsgeschäfte geführt hatte. Er hatte im Januar 2021 bei seiner Direktwahl zum Ortsbürgermeister die meisten Stimmen erhalten. Seine Vorgänger waren Anja Krämer, die das Amt im August 2019 übernommen, es mit Wirkung zum 24. September 2020 aber niedergelegt hatte, sowie zuvor Klaus Aubart.

### Wappen
| Wappen von Philippsheim | Blasonierung: „Von Blau über Silber geteilt, oben ein silberner Fisch, unten ein schwarzes Steinmetzzeichen in Form eines Vierkopfschaftes mit Doppelsturzsparrenfußschaft.“ |
| Wappen von Philippsheim | Wappenbegründung: Von der Gründung Philippsheims im Jahre 1721 weiß die mündliche Überlieferung zu berichten, dass der Gründer, Johann Philipp Probst, zunächst an der fischreichen Kyll eine Hütte erbaute und die Fischerei betrieb. In Erinnerung an das Gründungsmotiv wurde ein Fisch im oberen Schildteil aufgenommen. Ursache der Vergrößerung der Siedlung war der Abbau des bekannten Kyllsandsteins beiderseits des Flusses. An diese Urwirtschaftsstruktur erinnert das Symbol der Steinmetzen und Steinbildhauer im unteren Schildteil. |

## Schienenverkehr

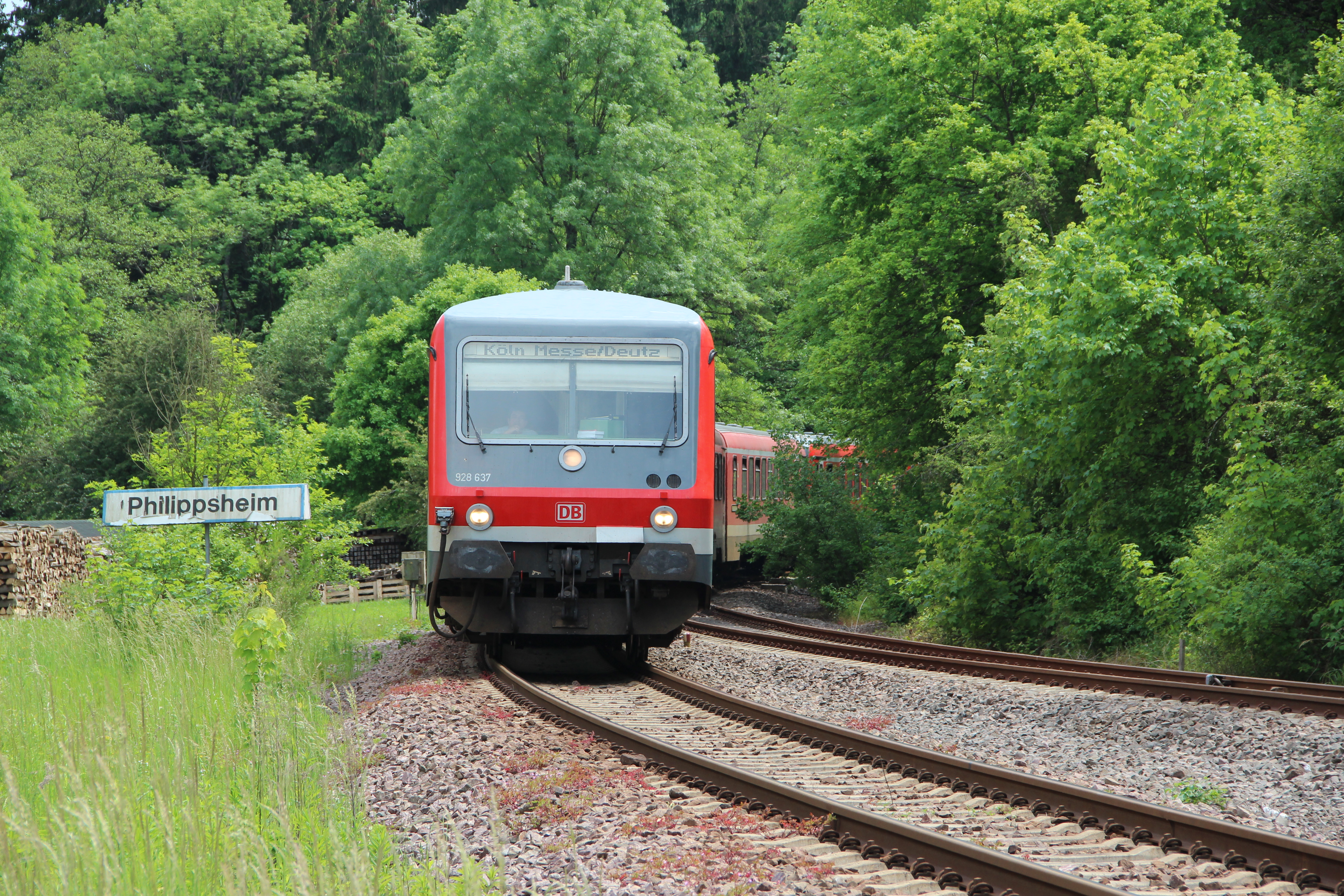
Am Bahnhof

Der Haltepunkt Philippsheim liegt an der Eifelbahn (Köln – Euskirchen – Gerolstein – Trier) und wird im Schienenpersonennahverkehr von den Zügen der RB 22 bedient:
| Linie       | Verlauf | Takt   |
| ----------- | --- | ------ |
| RE 22 RB 22 | Eifel-Express: Köln Messe/Deutz – Köln Hbf – Köln West – Köln Süd – Erftstadt – Weilerswist – Euskirchen – Mechernich – Kall – Urft (Steinfeld) – Nettersheim – Blankenheim (Wald) – Schmidtheim – Dahlem (Eifel) – Jünkerath – Lissendorf – Oberbettingen-Hillesheim – Gerolstein (Gattungswechsel RE/RB) – Birresborn – Mürlenbach – Densborn – Usch/Zendscheid – St. Thomas – Kyllburg – Bitburg-Erdorf – Hüttingen – Philippsheim – Speicher – Auw an der Kyll – Daufenbach – Kordel – Ehrang – Pfalzel – Trier Hbf (aufgrund von Hochwasserschäden längerfristig im Schienenersatzverkehr zwischen Kall und Gerolstein) Stand: April 2023 | 60 min |

Es kommen Fahrzeuge der Baureihen 620 und 622 zum Einsatz. Für den gesamten öffentlichen Personennahverkehr (ÖPNV) gilt der Tarif des Verkehrsverbunds Region Trier (VRT).
Von 1900 bis 1965 war Philippsheim der Ausgangspunkt der Schmalspurbahn Philippsheim–Binsfeld.